# فلافيو رافو
فلافيو رافو (بالإيطالية: Flavio Raffo)‏ هو لاعب كرة قدم ومدرب كرة قدم إيطالي في مركز الوسط، ولد في 14 يناير 1972 في روما في إيطاليا. لعب مع كوسينزا كالشيو ونادي روما ونادي لوكيزي.